# SCSミュージカル研究所
SCSミュージカル研究所は、1990年に宮城県仙台市に設立された主に創作ミュージカルの上演を行うグループ。
主宰の梶賀千鶴子は、劇団四季で作家・演出家として活躍し、代表作に『ユタと不思議な仲間たち』、『人間になりたがった猫』、『エルリックコスモスの239時間（現・エルコスの祈り）』、『魔法をすてたマジョリン』『冒険者たち（現・ガンバの大冒険）』などがある。グループの音楽は主にソングライターのヒロセ純が支えている。
SCSは、Studio Chizuko Sendaiの略。
支倉常長ら慶長遣欧使節の出帆400年を記念した宮城県主催のミュージカル「常長の祈り」では、制作・指導を受け持ち、2013年11月に宮城県民会館で上演された公演では、6カ国100名の出演者により生バンドの演奏での上演となった。
また、仙台市市民文化事業団30周年記念事業の一環として上演されたミュージカル『仙台ねこ』では、作・演出・振付を主宰の梶賀千鶴子が、プロデュースを代表の廣瀬純が、指導をSCSが受け持ち、2017年8月には青年文化センターで全4回の公演が、100名以上出演者によって上演された。
伊達政宗生誕450年を記念して、2017年5月に上演されたミュージカル『梵天丸』（主催：米沢市・上杉米沢文化振興財団）では、主宰の梶賀千鶴子が作・演出・振付を行い、SCSミュージカル研究所が指導と一部出演を担当した。